# Bạng Sơn
Bạng Sơn (chữ Hán giản thể: 蚌山区 Hán Việt: Bạng Sơn khu) là một quận thuộc địa cấp thị Bạng Phụ, tỉnh An Huy, Cộng hòa Nhân dân Trung Hoa. Quận này có diện tích 83,08 km2, dân số 218.300 người. Về mặt hành chính, quận Bạng Sơn được chia thành 5 nhai đạo biện sự xứ (Thiên Kiều, Thanh Niên, Vĩ Nhị Lộ, Hoàng Trang, Hoằng Nghiệp Thôn) và 2 hương: Vân Hoa và Yến Sơn.